# فورد مدل ای (۱۹۰۳–۱۹۰۴)
فورد مدل ای (Model A) اولین خودرویی است که بین سال‌ های ۱۹۰۳ تا ۱۹۰۴ توسط کمپانی فورد تولید شد.
اولین فورد مدل ای در تاریخ بیست و سوم جولای سال ۱۹۰۳ به یک دندانپزشک اهل شیکاگو به نام ارنست پفنیگ فروخته شد. طی یک سال تعداد ۱۷۵۰ دستگاه از این خودرو ساخته شد. مدل "ای" یک اتومبیل دو و چهار سرنشین بود که از قیمت ۸۰۰ دلار به فروش میرسید.
اولین مدل ای با ورن ۵۶۲ کیلوگرم و توان ۸ اسب بخار و یک جعبه دنده ی ۲ سرعته تولید شد که میتوانست به سرعت ۴۵ کیلومتر در ساعت دست پیدا کند.